# Lima (Buenos Aires)
Lima es una localidad argentina perteneciente al partido de Zárate, provincia de Buenos Aires. Está situada a pocos kilómetros de la ruta nacional 9.
Sobre el río Paraná se encuentran las centrales nucleares Atucha I y II. Los suelos aptos favorecieron al logrado gran desarrollo la agricultura, ganadería y a la explotación frutícola, forestal, de quintas de hortalizas y criaderos de aves. El río Paraná de las Palmas da posibilidades a la pesca y deportes náuticos.

## Geografía

### Población
Cuenta con 10,219 habitantes (Indec, 2010), lo que representa un incremento del 22 % frente a los 8,375 habitantes (Indec, 2001) del censo anterior. Su estructura etaria muestra una población joven, con un porcentaje importante de menores de 15 años ―un 32 % de la población total― y niveles bajos de población de 65 años y más ―un 6.6 %―, que son porcentajes más bajos que los registrados a nivel nacional y provincial. La PEA (población económicamente activa) está constituida por más del 60 % de la población limeña.
| Gráfica de evolución demográfica de Lima entre 1960 y 2010 |
|                                                            |
| Fuentes: INDEC                                             |

## Historia
En 1527, Sebastián Gaboto, descubridor y primer explorador del río Paraná, penetró en él por el brazo de Las Palmas e hizo contacto con los pobladores originarios de la región.
Muchos años después, en 1580, Juan de Garay repartió las tierras de estos lugares a conquistadores y residentes, en recompensa por los servicios prestados a la Corona española. Los beneficiarios no hicieron efectiva la posesión y perdieron sus derechos.
En 1626, el gobernador capitán general Francisco Céspedes entregó a los familiares de Hernán Suárez Maldonado una extensión de tierras que abarcaba desde las costas del Río Paraná de las Palmas, cauce abajo del río Areco hasta la boca del río Baradero.
En 1643, el gobernador y capitán general y justicia mayor de las Provincias del Río de la Plata, Gerónimo Luis de Cabrera, por el rey Felipe IV, accedió a la solicitud presentada y mandó amparar a María de los Cobos, viuda del capitán Nicolás de Ocampo Saavedra, revalidando una donación del gobernador Hernando Arias de Saavedra a su esposo, treinta años antes, en atención a sus servicios.
A fines del siglo XVI y en la primera mitad del siglo XVII, los únicos dueños de este territorio que hoy forma el pueblo de Lima y sus aledaños eran un puñado de personas perteneciente a la clase distinguida de la ciudad de Buenos Aires y emparentados entre sí.
Los herederos de los primeros terratenientes de la zona, quizá por falta de adaptación al ambiente rural, fueron vendiendo sus estancias a los jesuitas, que se dedicaron a la explotación agropecuaria y ganadera. En gran parte a ellos se les debe que los colonos rioplatenses pudieran cultivar los campos y tener rebaños de ganado.
En 1767, el rey Carlos III expulsó por decreto a los jesuitas de los dominios de España. Es por eso que en 1785, las tierras ―entre ellas en la que hoy se encuentra la localidad de Lima― fueron vendidas en subasta pública y entonces la Estancia de Areco fue adquirida por José Antonio de Otálora, distinguido caballero de la Colonia.
Otálora pasó la última etapa de su vida abocado a la organización y explotación de su enorme posesión rural, cuyo casco lo constituía la Estancia Las Palmas, núcleo básico del proceso colonizador y civilizador de esta parte de la provincia de Buenos Aires.
En 1821 se fraccionó la Estancia Las Palmas y le tocó esta parte a Jacinta Otálora (hija de José Otálora), quien la vende en el mismo año a Toribio Lima casado con Sebastiana Cabrera. Esta última le compra a Dominga Saavedra (hija de Cornelio Saavedra) la porción que había heredado de su madre.
En 1867, José Atucha compró los terrenos a Agustín Saavedra (hermano de Dominga). Luego, Justa Lima, hija de Toribio Lima y segunda esposa de Atucha, le compró a Juan Castex otra fracción de terreno que con anterioridad había pertenecido a Francisco Saavedra, otro hijo de Cornelio.
En 1880, José Atucha hizo construir una hermosa casona de campo de estilo italiano, cercana al río Paraná de las Palmas y plantada al tope de un barranco, llamada "La Centaura" y ofrecida como regalo de casamiento a su esposa, Justa Lima. Actualmente en la zona es más conocida como "San José" que por "La Centaura".
De este modo Justa Lima de Atucha, cuyo nombre está relacionado con el progreso del partido de Zárate y con el desarrollo económico del vasto sector rural de Lima, a fines del siglo pasado era dueña de numerosas estancias, cuyos nombres se conocen como "El Rincón", "El Paraíso", "La Justa", "El Orden", "San José" y "San Sebastián", heredadas de su padre Toribio Lima, de su madre Sebastiana Cabrera de Lima y también de su esposo José Atucha.
En cuanto a la extraordinaria evolución ganadera de las tierras limeñas en la época de Justa Lima a fines del siglo pasado, de sus fértiles campos se entregaron a la Sociedad Rural Argentina los 95 animales de tipo ideal, que a la postre fue la primera exportación de carne vacuna argentina a Europa.
En el año 2022 Lima fue declarada ciudad por la Legislatura de la provincia de Buenos Aires, reafirmando así la identidad y el sentimiento de autonomía por parte de los limeños, quienes aún siguen luchando por su reconocimiento como municipio autónomo.

## Llegada del ferrocarril

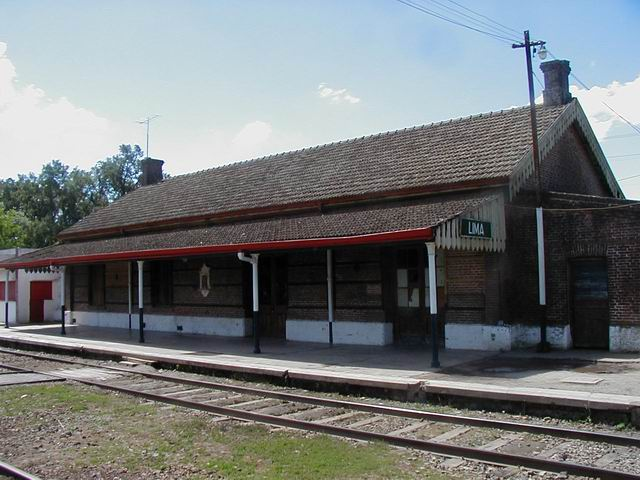
Estación Lima.

En 1882 se autorizó la prolongación de las líneas férreas de Buenos Aires - Campana hasta Zárate (inaugurándose el 1 de enero de 1885. Un año después, en 1883, la extensión se autoriza desde Zárate hasta Baradero, quedando inaugurada el 1 de mayo de 1885.
El ferrocarril Buenos Aires - Rosario luego del estudio previo, construyó estaciones intermedias entre Zárate y Baradero, siendo una de ellas la ubicada en el km 99,77 con el nombre de Lima, pues así eran conocidos estos terrenos, independientemente que en ese momento pertenecían a Altgelt.

## Colonia agrícola
La primera sociedad agrícola estuvo formada por Ernesto Tornquist, Hernán Adam y Carlos Altgelt.
En 1884, Altgelt compró a la sucesión de los Lima dos fracciones de campo para crear una colonia agrícola.
Cuatro años más tarde, Altgelt vendió a Alsina entre otras cosas, estos datos detallados en la escritura:
- 2 (dos) fracciones de campo ubicadas en el partido de Zárate
- 14 (catorce) casas de material de dos, tres y cuatro piezas cada una
- 20 (veinte) galpones con techo de hierro
- 11 (once) casas de madera
- 1 (un) almacén de diez piezas de material con una panadería, dos casas, una caballeriza y un galpón.

Más adelante se expresaba que había que descontar una superficie de 3698 m² que Altgelt tenía donadas al Consejo Escolar de Zárate con destino a una escuela.
El Dr. Alsina quedaba obligado a efectivizar dicha donación en el pueblo, que se trazaría inmediato a la Estación del Ferrocarril, denominada Lima.

## Creación del pueblo
En 1867 se traza la mensura correspondiente al campo de Toribio Lima, que es vendida en 1884 a Altgelt por la sucesión de Toribio Lima.
En 1888, Algelt escritura a favor del Dr. Faustino Alsina dos fracciones de tierra, la primera dividida en diecinueve edificados.
En el espíritu del Dr. Alsina estaba la idea de formar una población estable alrededor de la Estación Lima, de la Línea Ferrocarril Buenos Aires - Rosario.
El 24 de junio de 1888 salen a remate los terrenos. En ese momento, Lima contaba con 300 casas de material, entre ellas negocios e instituciones como: un colegio, una plaza y una Iglesia a punto de construirse (El 17 de diciembre de 1899 se inauguró la Iglesia San Isidro Labrador).
Este caserío hizo que Lima fuera trazada según lo que previamente habían levantado los colonos llegados de Baradero, gran parte de ellos de origen suizo, italiano y vasco, quedando dividido el pueblo en viejo y nuevo.

## Fecha de fundación
Según surge de la publicación realizada por la Municipalidad de Zárate del valioso informe realizado en 1987 por el asesor de investigaciones históricas Juan Ernesto López, denominado Centenario de la traza urbana del pueblo de Lima, utilizado para la sanción de la ordenanza n.º 2462, la localidad de Lima carece de una fecha de fundación por no haber mediado una ceremonia o acto con ese fin, por lo tanto su fundación es de carácter espontáneo, como ha sucedido con la mayoría de las poblaciones.
No obstante, la municipalidad consideró conveniente que Lima contara con una fecha de celebración en conmemoración del acontecimiento que revistiera mayor importancia en su historia, determinando como tal al 24 de junio de 1888, en evocación de la venta en remate público de los solares del recién trazado pueblo de Lima, resaltando la figura del Dr. Faustino Alsina, como artífice de este acontecimiento.
Por tal motivo, desde 1988 en que se celebró el centenario del remate, se viene conmemorando el 24 de junio como la fecha de aniversario del trazado urbano del pueblo de Lima. Solo 19 días tras el sismo, a las 3.20 del 5 de junio de 1888 por el terremoto del Río de la Plata.

## Futuro Municipio (Autonomía)
Ubicada en una región agrícola ganadera e industrial, la localidad de Lima es también el Polo Nuclear más importante del país, donde se ubican dos centrales nucleares, Atucha I y II, una tercera en camino y donde se está construyendo el primer reactor fabricado íntegramente en Argentina, llamado Carem 25. Cuenta también con dos instalaciones portuarias de gran envergadura y varias industrias radicadas en su territorio.
La falta de infraestructura para tales emprendimientos, acompañada de una total desatención para su población en todos sus aspectos por parte de Zárate, la cabecera del partido, y la dificultad de tener que viajar 20 km para realizar cualquier tipo de trámite, hacen que su pedido de reconocimiento municipal tome un estado de necesidad y tratamiento impostergable.
El futuro partido (municipio) de Lima presenta condiciones únicas para lograr dicho reconocimiento, con importantes recursos económicos y una identidad propia que queda asentada en rasgos socioeconómicos-culturales específicos, bajo la necesidad de desarrollar un gobierno local propio, de representación genuina, que les permita administrar sus recursos y explotar su alto potencial industrial-agropecuario.
Por estos motivos en el año 2005 se creó APAL (Asociación Por la Autonomía de Lima), asociación civil sin fines de lucro que desde entonces viene presentando sistemáticamente un Proyecto de Ley en la Legislatura Provincial que propone el reconocimiento de Lima como un nuevo partido de la provincia de Buenos Aires, dicho proyecto está acompañado por un profundo y detallado Estudio de Factibilidad realizado por el Consejo Asesor Técnico de la Universidad Nacional de Luján, resoluciones a favor del Honorable Concejo Deliberante de Zárate y el apoyo de 12 000 vecinos y de todas las instituciones de Lima.

## Parroquias de la Iglesia católica en Lima
| Diócesis  | Zárate-Campana      |
| --------- | ------------------- |
| Parroquia | San Isidro Labrador |

## Celebridades
- Sergio Goycochea (1963), futbolista, modelo y presentador de televisión.